# シャトー＝デュ＝ボア＝ド＝サンゼ
シャトー＝デュ＝ボア＝ド＝サンゼ（フランス語：Château du Bois de Sanzay）は、フランスのサン＝マルタン＝ド＝サンゼにあるシャトーである。トゥアールとソミュールの間にある。

## 沿革

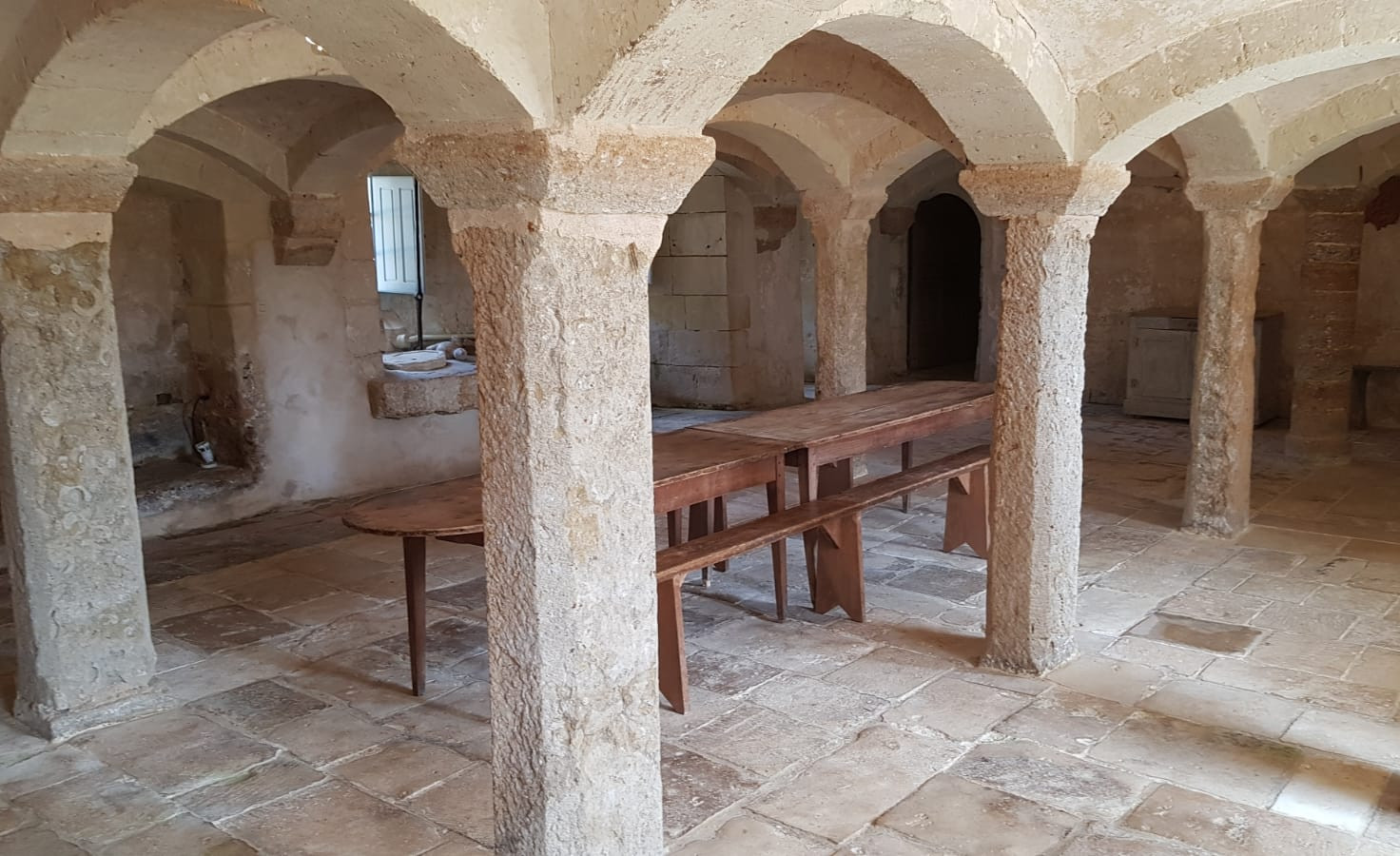
地下室

サン＝ラン＝ド＝トゥアール（Saint Laon de Thouars）修道院にある資料によれば、フランソワ・ド・ボーモンが1487年に土地を教会から購入した。
主の建物が15世紀に建てられた。

## 構造
建物がトゥファの切石積みで建てられた。

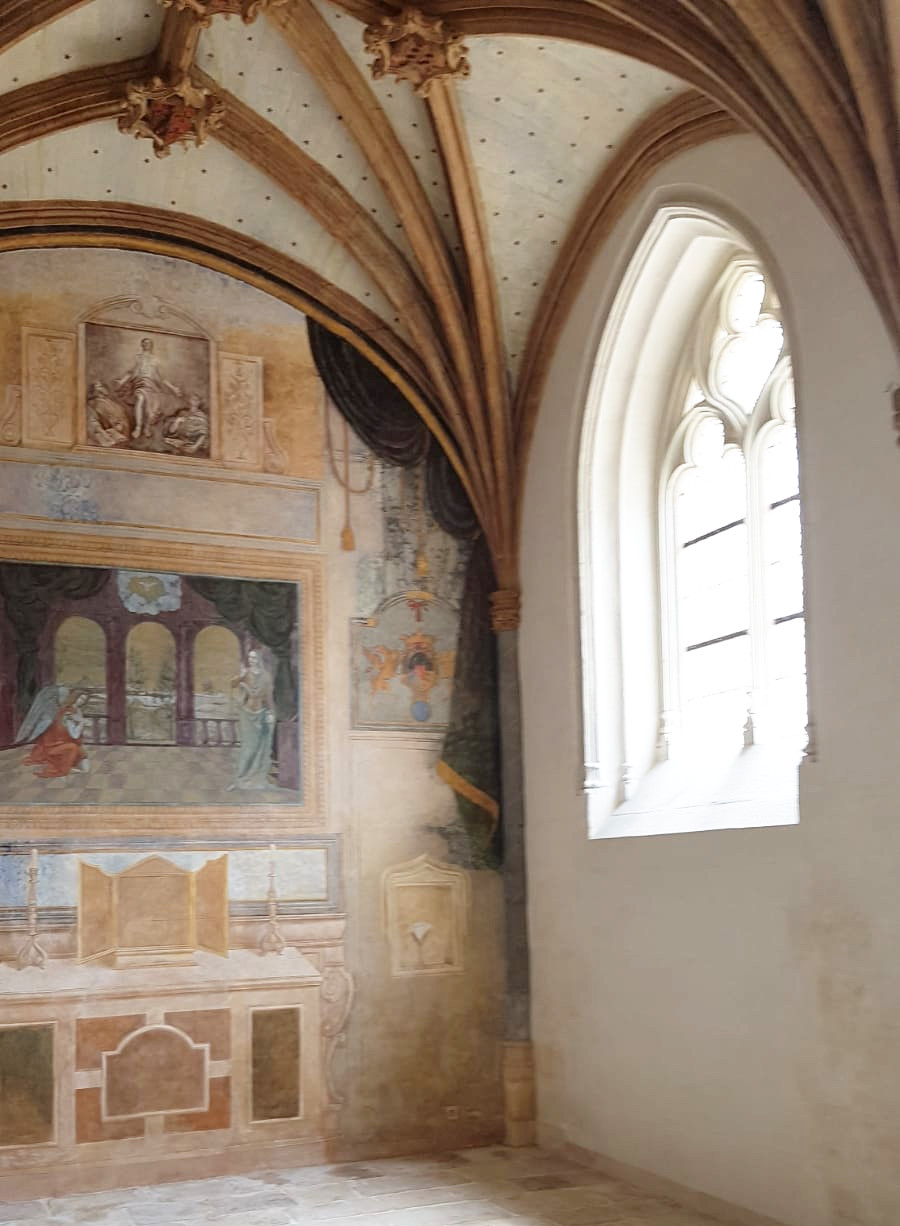
チャペル

主のの建物に高い煙突、張り出し櫓、チャペル、地下室と3つのゴシック暖炉を含む。シャトーがハト小屋、フランス式庭園と池も含む。